# Эбергассинг
Эбергассинг (нем. Ebergassing) — коммуна (нем. Gemeinde) в Австрии, в федеральной земле Нижняя Австрия.
Входит в состав округа Вена. Население составляет 3565 человек (на 31 декабря 2005 года). Занимает площадь 16,26 км². Официальный код — 32401.

## Политическая ситуация
Бургомистр коммуны — Эрнст Вессели (СДПА) по результатам выборов 2005 года.
Совет представителей коммуны (нем. Gemeinderat) состоит из 23 мест.
- СДПА занимает 14 мест.
- АНП занимает 7 мест.
- местный список: 2 места.